# Chłód

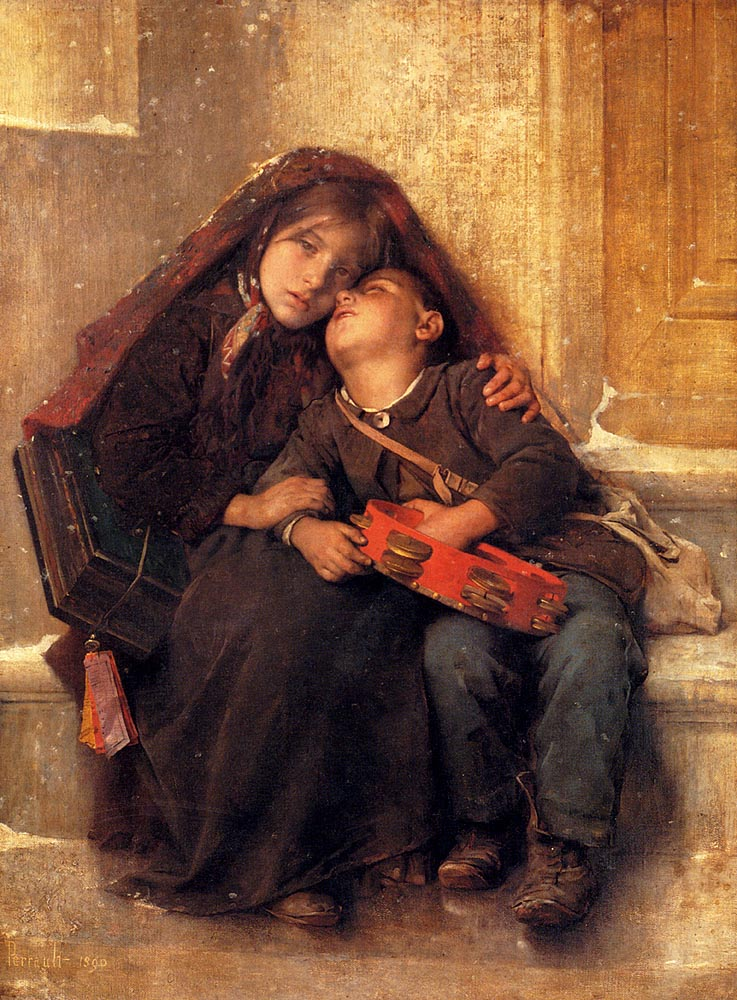
Obraz Léona Bazile Perraulta – "W czasie chłodu poza domem"

Chłód (także: zimno, ziąb, mróz, niska temperatura, czasami też żartobliwie określane jako zimnica) – pojęcie odnoszące się do stanu o niskiej temperaturze (to znaczy takiego w którym brak jest ciepła). Termin może odnosić się do niskiej temperatury danego obiektu (fizyka), zjawiska atmosferycznego (meteorologia, planetologia, itp.) i odczucia chłodu (fizjologia człowieka). Chłodnym określa się obiekt, który ma niższą temperaturę w porównaniu z temperaturą uznaną za normalną lub standardową.
Najniższą temperaturą, która może być osiągnięta w przyrodzie jest zero bezwzględne. Jest to temperatura, w której wszystkie elementy układu termodynamicznego uzyskują najniższą z możliwych energii. Temperatura ta odpowiada ok.
-273,15 °C = 0 K.
Z zimnem związany jest kolor niebieski dlatego też zwykle na mapach pogodowych chłodne fronty atmosferyczne oznaczane są tym kolorem.
Bierze się to stąd, że woda, która po zamarznięciu tworzy lód, szadź i śnieg, lepiej pochłania światło czerwone (o pasmie długości fal położonych w okolicach 750 nm) w związku z czym przedmioty oświetlone takim światłem mogą mieć niebieski odcień. Chłód jest przeważnie kojarzony z zimą i lodem.

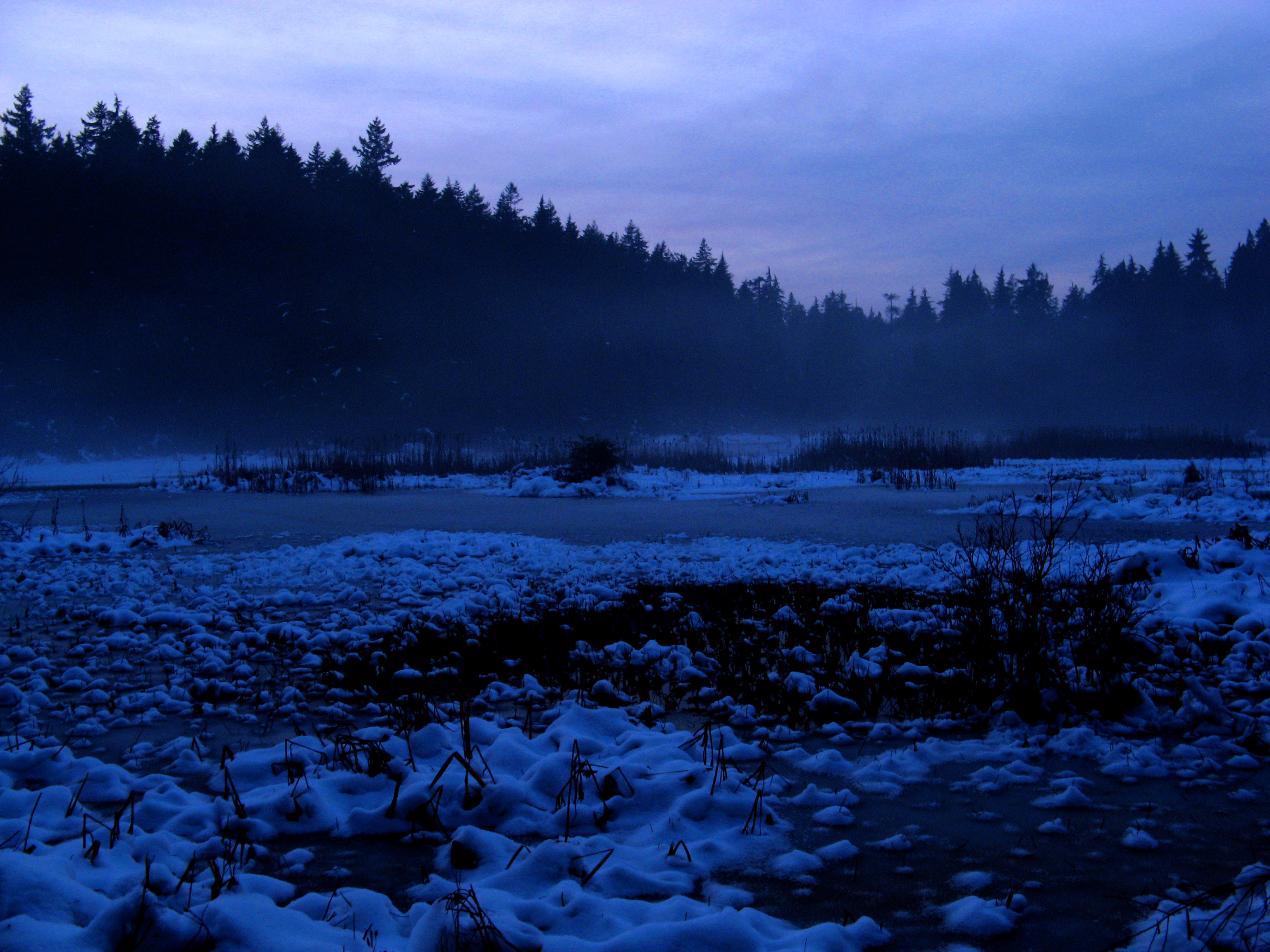
Zamarznięte jezioro. Woda, która po zamarznięciu tworzy lód, szadź i śnieg, lepiej pochłania światło czerwone, dlatego oświetlone przedmioty mogą mieć niebieski odcień

Niskie temperatury (w powiązaniu ze zjawiskiem rozszerzania się wody przy zamarzaniu, opadami śniegu i tworzeniem się szadzi) niszczą nawierzchnie dróg, tory kolejowe oraz linie energetyczne.

## Termorecepcja i odczucie chłodu

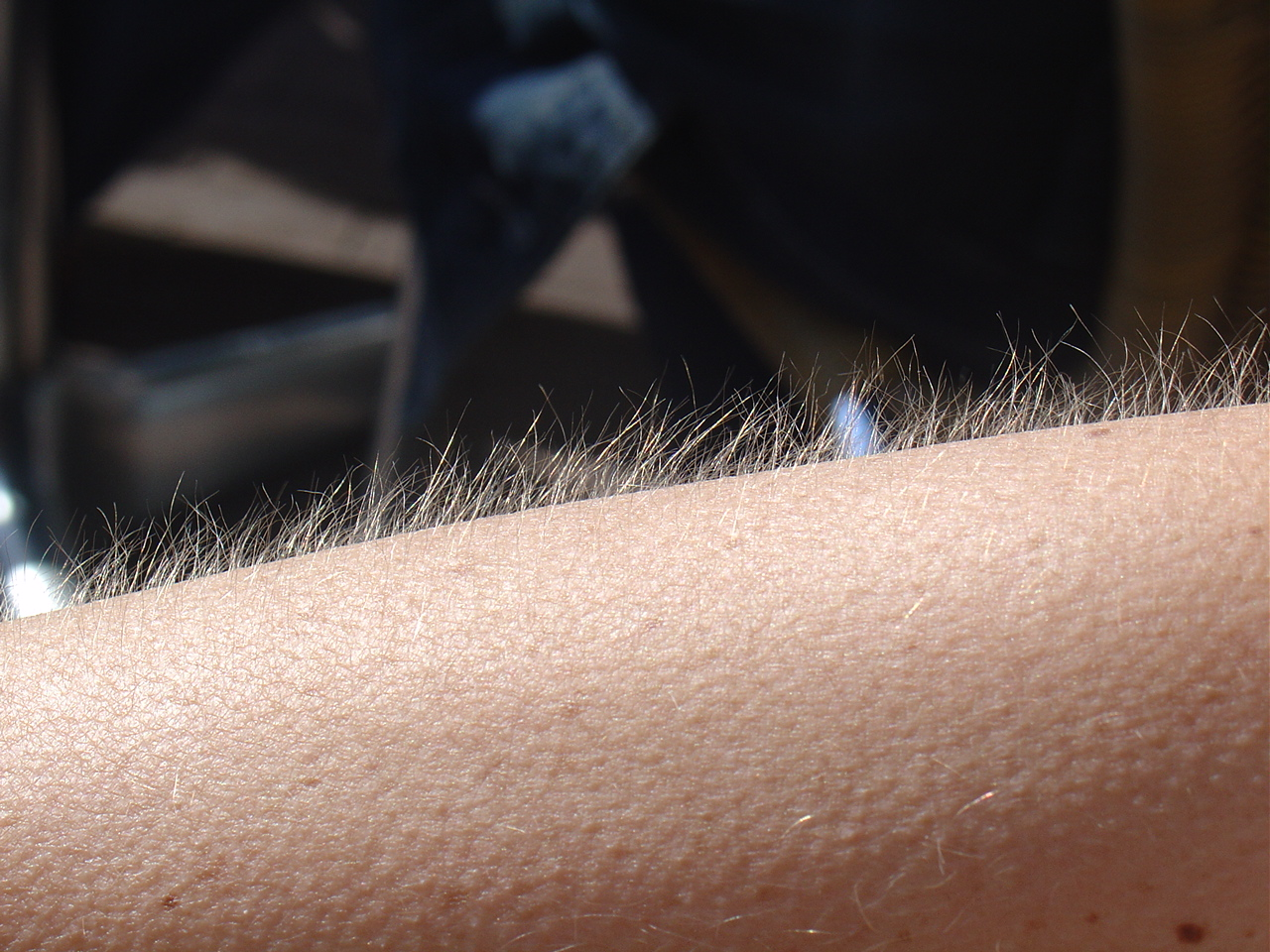
Typowa reakcja skóry człowieka na chłód - reakcja pilomotoryczna.

Termorecepcja to zmysł, przez który organizm odbiera temperaturę. Należy zauważyć, że temperatura mierzalna nie zawsze jest równa temperaturze odczuwalnej przez organizm (zależy ona także od temperatury powietrza, siły wiatru, wilgotności i opadów atmosferycznych). Duża wilgotność powietrza, przemoczenie i silny wiatr potęgują odczucie chłodu. U organizmów żywych odczucie chłodu występuje głównie wtedy gdy temperatura otoczenia jest znacznie poniżej poziomu ich poprawnego funkcjonowania. Dla człowieka taki poziom temperatury jest zwykle w pobliżu 20 °C. Za chłodne uważa się temperatury otoczenia poniżej poziomu ok. 10-20 °C. Skrajnym przeciwieństwem chłodu jest upał. Nie należy tego mylić z temperaturą własną ciała, która normalnie wynosi ok. 36,6 °C. Związane jest z tym pojęcie zera fizjologicznego.

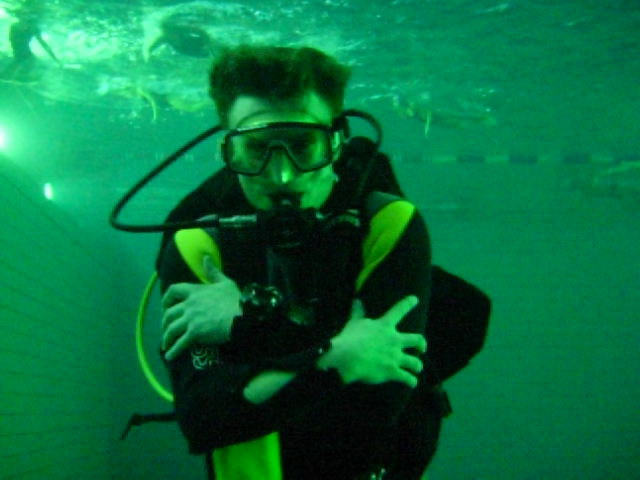
Sygnał "zimno" – nieoficjalny (poza zalecanymi przez CMAS) jednak stosowany przez wiele szkół nurkowania i propagowany przez portale dotyczące nurkowania jako jeden z użytecznych sygnałów dodatkowych

Częste zmiany temperatur oscylujące w okolicy ok. 10 °C do -10 °C osłabiają możliwości obronne organizmu przed różnego rodzaju infekcjami i mogą skutkować przeziębieniem. Podstawowym, najwcześniejszym objawem wychłodzenia organizmu człowieka są dreszcze. W pierwszym okresie obronnym (gdy temperatura centrum ciała wynosi 34-36 °C) obserwujemy także, że skóra jest blada i zimna, występuje "gęsia skórka", wargi ust są sine, tętno i oddech przyśpieszone. Skrajne wychłodzenie organizmu może prowadzić do odmrożeń i hipotermii.
Irracjonalne lub fałszywe uczucie chłodu (niemające związku z realną temperaturą otoczenia, która w rzeczywistości może być dość wysoka) występuje także w przypadku niektórych chorób takich jak np. malaria (zwanej też z tego powodu także zimnicą).

## Najzimniejsze miejsca w Polsce
Najzimniejsze miejsce w Polsce (średnio rzecz biorąc) znajduje się w okolicach Suwałk. Jednakże rekord zimna zmierzono 11 stycznia 1940 roku w Siedlcach. Było to -41 °C. Istnieje także nieoficjalny rekord zimna dla Polski z roku 1929 – rzekomo wyniósł on -42,2 lub nawet -46 °C (jednak do dzisiaj nie został zatwierdzony, dlatego oficjalny jest ten z roku 1940).
Najzimniejsze sztucznie wytworzone miejsce w Polsce znajduje się w Instytucie Fizyki PAN. Uzyskuje się tu temperatury rzędu 20 mK (czyli tylko 0,02 K większe od zera bezwzględnego). Wykorzystuje się do tego mieszaninę izotopów helu 3 (³He) i izotopu helu 4 (4He), która odbiera ciepło od znajdujących się w niej materiałów magnetycznych lub nadprzewodników.

## Najzimniejsze miejsca na Ziemi

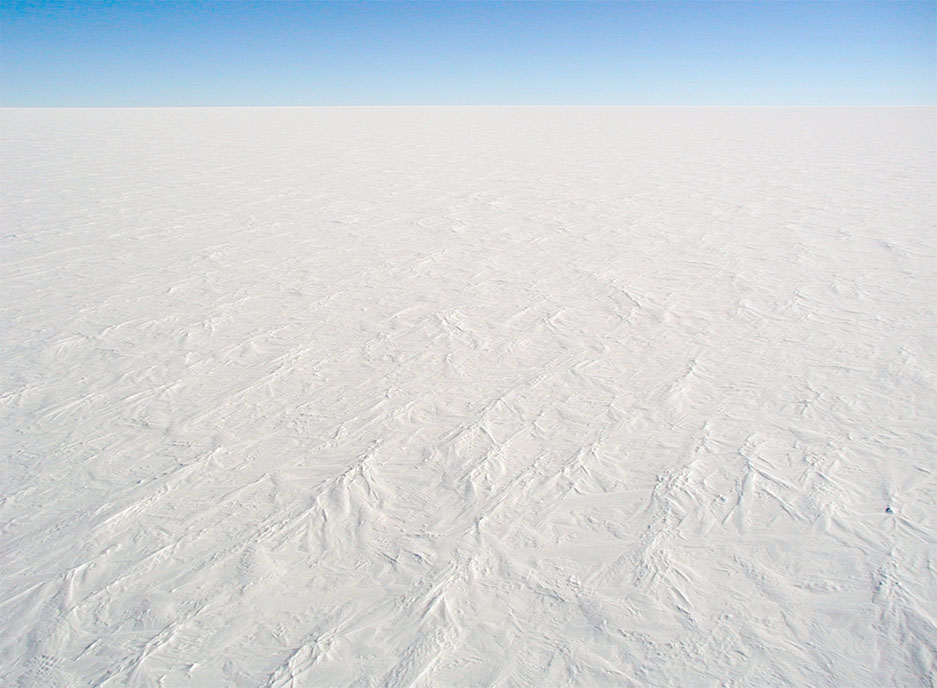
Wysoko położone, płaskie i bardzo zimne otoczenie stanowiące część Płaskowyżu Polarnego (część zwana "Dome C")

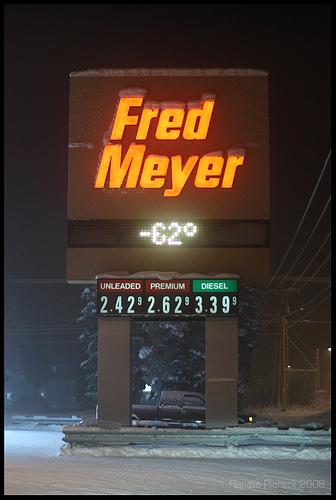
Termometr pokazuje temperaturę -62 °F (-53 °C) podczas jednej z bardzo zimnych nocy w trakcie arktycznej zimy (stacja benzynowa należąca do Fred Meyer Supermarket na Airport Way, Fairbanks, Alaska, USA). Odnotowano jeszcze niższe temperatury.

Najzimniejszym kontynentem na Ziemi jest Antarktyda. W głębi lądu średnie miesięczne temperatury wynoszą tu od -20 °C do -70 °C. Najzimniejszym obszarem jest Płaskowyż Polarny wokół Bieguna Południowego, który leży na wysokości około 3000 metrów n.p.m. Najniższą temperaturę powietrza -89,6 °C zanotowano 21 lipca 1983 nieopodal stacji polarnej Wostok w pobliżu bieguna magnetycznego naszej planety (należy zauważyć, że przy temperaturze rzędu -60 °C, -70 °C zamarza płyn w gałkach ocznych). Wynik ten trafił do Księgi Rekordów Guinnessa.
Jednym z najzimniejszych sztucznych miejsc na Ziemi będzie podziemny tunel największego laboratorium naukowego na świecie CERN, który przebiega pod granicą francusko-szwajcarską. Uruchamiany tzw. Wielki Zderzacz Hadronów po zakończeniu operacji schładzania będzie utrzymywał tam temperaturę 1,9 K (ok. -271 °C), czyli niewiele wyższą od zera bezwzględnego i o stopień niższą niż temperatura tła kosmosu.
Jeszcze zimniejsze sztuczne wytwarzane miejsca można spotkać w laboratoriach kriogenicznych, gdzie w laserowo chłodzonych pułapkach optyczno-magnetycznych otrzymuje się niezwykły stan materii – ultrazimny kondensat Bosego-Einsteina, który można schłodzić do temperatury rzędu jednej miliardowej części K powyżej zera bezwzględnego, czyli 0,000000001 K. Jest to najniższa temperatura, którą do tej pory udało się otrzymać w sposób sztuczny.

## Zimne miejsca w Układzie Słonecznym

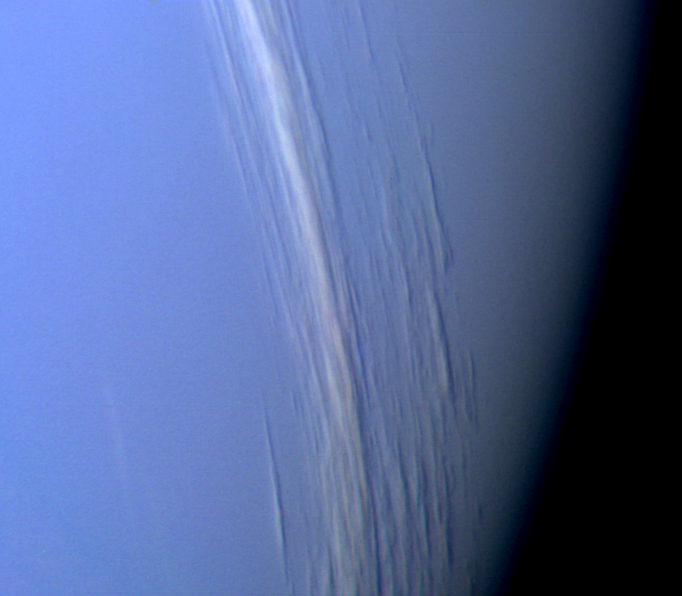
Zimne chmury Neptuna (cienie chmur wysokich widoczne na nisko zawieszonych partiach chmur)

Najniższe nocne temperatury powierzchni największych ciał niebieskich w Układzie Słonecznym:
- Merkury: −173 °C
- Księżyc: −233 °C
- Mars: −87 °C
- Jowisz: −148 °C
- Saturn: −178 °C
- Uran: −216 °C
- Neptun: −214 °C
- Pluton: −233 °C

Wydawać by się mogło, że najcieplejsze miejsce w Układzie Słonecznym (wykluczając samo Słońce) powinno być położone na planecie Merkury, która znajduje się najbliżej naszej gwiazdy. W rzeczywistości powierzchnia Merkurego, na której panuje noc jest bardzo zimna i ma temperaturę około −170 °C. W związku z tym, że Merkury nie posiada atmosfery trudno mu utrzymać na dłużej ciepło przekazane przez Słońce w czasie dnia.